# Pedro Eugenio de Felipe Cortés
Pedro Eugenio de Felipe Cortés (Madrid, 18 de juliol de 1944 - Madrid, 12 d'abril de 2016) fou un futbolista madrileny de les dècades de 1960 i 1970.

## Trajectòria
Arribà al Reial Madrid l'any 1964 a l'edat de 20 anys, procedent del Rayo Vallecano. La primera temporada al club només disputà quatre partits de lliga, però la següent esdevingué titular, i es va proclamar campió de la Copa d'Europa. Va jugar com a titular la final de la Copa d'Europa de 1966, que el Madrid va guanyar contra el FK Partizan per 2 a 1 a l'Estadi Heysel, de Brussel·les, la sisena Copa d'Europa madridista.
El 1967, després d'ésser operat del menisc, romangué diversos mesos allunyat dels terrenys de joc. Les dues següents temporades tornà a la titularitat, però entre 1970 i 1972 passà a la banqueta. Aquest darrer any abandonà el club amb cinc lligues, una copa i l'esmentada Copa d'Europa. Entre 1972 i 1978 jugà al RCD Espanyol de José Emilio Santamaría. Jugant amb l'Espanyol fou un cop internacional amb Espanya el 17 d'octubre de 1973, a Istanbul enfront Turquia. En total jugà 247 partits de lliga durant 14 temporades.
Era un defensa molt dur, sovint amb excés. Lesionà greument el jugador del FC Barcelona Miguel Ángel Bustillo el 14 de setembre de 1969, en un clàssic que acabà 3-3 a l'estadi Santiago Bernabéu.

## Palmarès
Reial Madrid
- Lliga espanyola: 
  - 1965, 1967, 1968, 1969, 1972
- Copa espanyola: 
  - 1970
- Copa d'Europa: 
  - 1966